# Tetramorium glabratum
Tetramorium glabratum är en myrart som beskrevs av Hermann Stitz 1923. Tetramorium glabratum ingår i släktet Tetramorium och familjen myror. Inga underarter finns listade i Catalogue of Life.